# Neoascia monticola
Neoascia monticola är en tvåvingeart som beskrevs av Stackelberg 1960. Neoascia monticola ingår i släktet dvärgblomflugor, och familjen blomflugor.
Artens utbredningsområde är Armenien. Inga underarter finns listade i Catalogue of Life.